# Ташлык (Кировоградская область)
Ташлы́к (укр. Ташлик) — село в Завальевской поселковой общине Голованевского района Кировоградской области Украины.
До 2020 года входило в Гайворонский район
Население по переписи 2001 года составляло 111 человек. Почтовый индекс — 26336. Телефонный код — 5254. Код КОАТУУ — 3521187603.